# Stephen Antonakos
Stephen Antonakos (grec moderne : Στυλιανός Αντωνάκος ; Ágios Nikólaos, Laconie, 1er novembre 1926 - New York, 17 août 2013) est un sculpteur américain d'origine grecque, surtout connu pour ses sculptures abstraites qui intègrent souvent du néon.

## Biographie
Stephen Antonakos naît dans le village d'Ágios Nikólaos, en Laconie, le 1er novembre 1926, avant de quitter la Grèce pour les États-Unis avec sa famille à l'âge de 4 ans, où il grandit dans le quartier de Bay Ridge à Brooklyn, New York.
L'œuvre d'Antonakos figure dans de nombreuses expositions internationales importantes, notamment la Documenta 6 en 1977 à Cassel, en Allemagne, tandis qu'il représente la Grèce à la Biennale de Venise en 1997. Ses œuvres font partie de grandes collections internationales telles que le Metropolitan Museum of Art, le Museum of Modern Art, le Whitney Museum of American Art, le Guggenheim Museum, tous situés à New York, la National Gallery of Art à Washington, dans le district de Columbia, la Hyde Collection à Glens Falls, le Musée national d'art contemporain d'Athènes, ainsi que le Musée d'art contemporain de Thessalonique. Parmi ses commandes publiques figurent des œuvres pour le compte des aéroports d'Atlanta, de Milwaukee et de Bari, en Italie, ainsi que deux œuvres très remarquées à New York, intitulées « Neon for 42nd Street » (enlevée) et « 59th street piece - Neon for the 59th transfer station » (toujours en place). Son installation en néon à grande échelle, intitulée Proscenium (2000), est exposée du 28 janvier au 24 juin 2018 au Neuberger Museum of Art, SUNY Purchase.
Antonakos est membre de l'Académie américaine des beaux-arts et reçoit un prix pour l'ensemble de sa carrière en 2011,.